# Kamyslybas
El Lago Kamyslybas es un gran lago de agua salada de la Provincia de Kyzylorda, en la zona suroeste de Kazajistán, en el entorno del Mar de Aral. Tiene un área de unos 176 km², con un nivel hídrico que fluctúa mucho. Se encuentra en el norte del delta del río Syr Darya, una de las principales fuentes del Mar de Aral y al que se conecta mediante un canal.
Económicamente el lago es explotado como una importante fuente de pesca.